# بلير أندروود
بلير أندروود (بالإنجليزية: Blair Underwood)‏ هو ممثل أمريكي، ولد في 25 أغسطس 1964 في الولايات المتحدة.

## أعمال

### أفلام
- (1998) ديب إمباكت[6][7][8]
- (2000) قواعد الاشتباك[9]

### مسلسلات
- الجنس والمدينة
- ذا غود وايف
- عملاء شيلد
- في المعالجة
- كوانتيكو

## وصلات خارجية
- بلير أندروود على موقع IMDb (الإنجليزية)
- بلير أندروود على موقع ألو سيني (الفرنسية)
- بلير أندروود على موقع ميوزك برينز (الإنجليزية)
- بلير أندروود على موقع أول موفي (الإنجليزية)
- بلير أندروود على موقع قاعدة بيانات برودواي على الإنترنت (الإنجليزية)
- بلير أندروود على موقع قاعدة بيانات الأفلام السويدية (السويدية)
- بلير أندروود على موقع إن إن دي بي (الإنجليزية)
- بلير أندروود على موقع قاعدة بيانات الفيلم (الإنجليزية)
- بلير أندروود على موقع كينوبويسك (الروسية)